# Battaglia di Mindoro
La battaglia di Mindoro si svolse tra il dicembre 1944 e il gennaio 1945 sull'isola filippina di Mindoro, nell'ambito dei più vasti eventi della campagna delle Filippine della seconda guerra mondiale.
La presa di Mindoro rientrava nell'ambito delle manovre preliminari al lancio, da parte degli Alleati, della campagna per la liberazione dall'occupazione giapponese della grande isola filippina di Luzon; su Mindoro, in particolare, dovevano essere realizzate le basi aeree da cui gli apparecchi alleati dovevano supportare le operazioni di sbarco a Luzon. Cogliendo di sorpresa i giapponesi, che non si aspettavano una mossa così in profondità, una forza anfibia statunitense sbarcò a Mindoro il 15 dicembre 1944 dopo aver attraversato le acque delle Filippine centrali. La piccola guarnigione giapponese fu sopraffatta, ma la reazione delle forze aeree aeree nipponiche portò a una serie di duri scontri in aria e in mare con i convogli che tentavano di rifornire la testa di ponte alleata su Mindoro; in particolare, l'impiego da parte dei giapponesi di tattiche di attacco kamikaze costò dure perdite agli statunitensi, i quali tuttavia si assicurarono il pieno controllo dell'isola entro la fine del gennaio 1945.

## Antefatti

### La situazione strategica
Lungamente progettata dal comando alleato del South West Pacific Area del generale Douglas MacArthur, la campagna per la liberazione delle Filippine dall'occupazione giapponese prese avvio il 20 ottobre 1944 con lo sbarco dei reparti statunitensi sull'isola di Leyte, nella parte centro-orientale dell'arcipelago asiatico; dopo che le potenti formazioni d'appoggio della United States Navy ebbero respinto nella vasta battaglia del Golfo di Leyte del 23-26 ottobre il tentativo della flotta nipponica di contrastare gli sbarchi, MacArthur poté quindi portare avanti la sua campagna secondo i piani lungamente preparati nei mesi precedenti. La presa di Leyte doveva costituire solo la prima testa di ponte degli Alleati nelle Filippine, fornendo un punto d'appoggio prima di lanciare l'operazione più importante della campagna, ovvero lo sbarco e l'occupazione della vasta e popolosa isola di Luzon nel nord dell'arcipelago: un obiettivo strategico ritenuto vitale per la prosecuzione delle ulteriori offensive alleate in direzione dello stesso Giappone.
Il luogo più favorevole per uno sbarco in forze su Luzon era rappresentato dall'ampia insenatura del golfo di Lingayen lungo la costa occidentale, la via più diretta per muovere sulle pianure centrali dell'isola e sulla capitale filippina, Manila; già nelle discussioni precedenti la pianificazione della campagna, tuttavia, era sorto un certo dissenso su quale dovesse essere la rotta migliore per condurre la flotta d'invasione al golfo. Il comando della United States Seventh Fleet, responsabile delle operazioni anfibie nelle Filippine, prediligeva un approccio al golfo da nord attraverso lo stretto di Luzon tra l'isola e Formosa: la flotta d'invasione avrebbe così circumnavigato Luzon da est verso ovest, manovrando in spazi oceanici aperti e a distanza dalle basi aeree giapponesi. MacArthur ottenne invece l'adozione di una rotta d'approccio al golfo da sud, facendo procedere la flotta d'invasione attraverso lo stretto di Surigao e il Mar di Bohol passando a meridione del dedalo di isole delle Visayas nelle Filippine centrali: la rotta era più rapida e diretta, e soprattutto meno esposta rispetto a quella oceanica alla violenza dei tifoni, la cui stagione era in pieno svolgimento. La rotta meridionale passava tuttavia a corta distanza dalle basi aeree giapponesi allestite nelle Visayas, e si decise quindi di far precedere lo sbarco nel golfo di Lingayen da un'operazione sussidiaria: l'occupazione dell'isola di Mindoro.

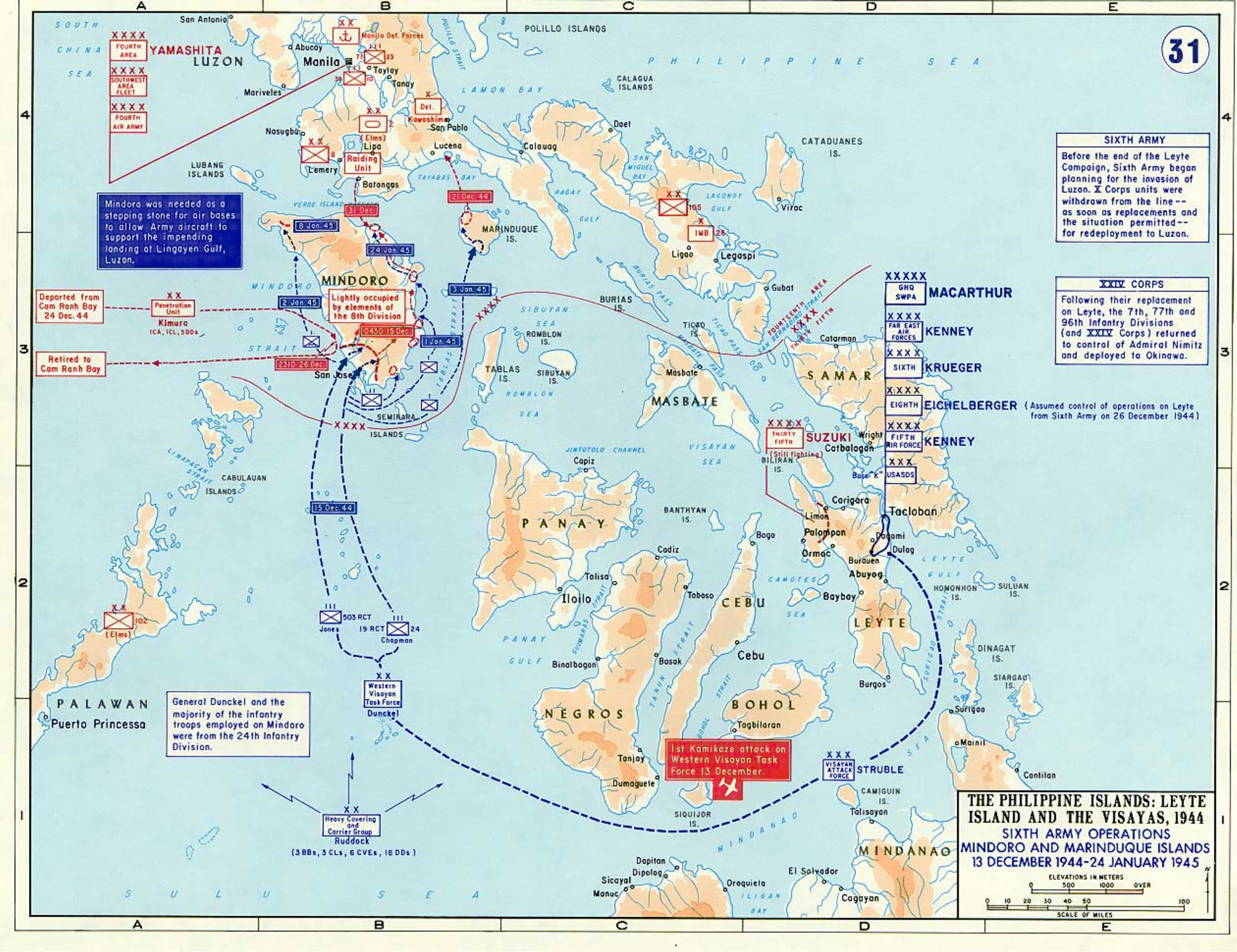
Carta delle Filippine centrali con indicati i movimenti delle forze degli Alleati durante la battaglia per Mindoro

### L'isola di Mindoro
Settima isola delle Filippine per dimensione, Mindoro sorge a sud-ovest di Luzon e a nord-ovest delle Visayas: di forma vagamente ovale, l'isola si estende per 177 chilometri da nord a sud e per 93 chilometri da ovest a est; il clima è piovoso per gran parte dell'anno, facendo da terreno fertile per una serie di malattie tropicali come la malaria. La maggior parte dell'interno dell'isola è occupato da una vasta catena montuosa con andamento da nord a sud, con vette superiori ai 2 500 metri di altitudine e ricoperta di una vasta foresta pluviale; le aree pianeggianti si concentrano principalmente sulle coste, in particolare lungo la costa orientale e negli angoli nord-occidentale e sud-occidentale dell'isola. Benché popolata da 117 000 abitanti, all'epoca della battaglia Mindoro era una regione sottosviluppata delle Filippine, con poche risorse naturali da sfruttare e una rete stradale abbastanza primitiva; il centro abitato principale era la cittadina di San Jose, affacciata sulla baia di Mangarin nel sud-ovest dell'isola che rappresentava il più importante ancoraggio sicuro di Mindoro.
L'occupazione di Mindoro avrebbe fornito agli Alleati il terreno necessario per allestire nuove basi aeree, da cui proteggere a distanza ravvicinata i progettati sbarchi a Lingayen; gli aeroporti di Mindoro avrebbero poi aiutato a decongestionare l'affollamento delle basi aeree statunitensi costruite su Leyte, oltretutto impedite a operare al pieno della loro capacità a causa della stagione delle piogge da poco iniziata. Occupare l'intera isola era inutilmente impegnativo per le forze statunitensi, e fu deciso quindi di sbarcare a Mindoro solo una forza ridotta al fine di mettere in sicurezza una testa di ponte in cui costruire le progettate basi aeree. Le zone migliori dove costruire piste di aviazione su Mindoro erano le pianure costiere nell'angolo nord-orientale dell'isola, ma sbarcare in questo punto era considerato troppo rischioso perché avrebbe esposto la flotta ad attacchi aerei giapponesi sia da sud dai campi di volo delle Visayas che da nord dagli aeroporti di Luzon; benché il terreno non fosse altrettanto ideale, si decise di far sbarcare invece la forza d'invasione a sud-ovest nella baia di Mangarin, allestendo quindi un perimetro difensivo nelle piane attorno a San Jose.

## Forze in campo

### Alleati

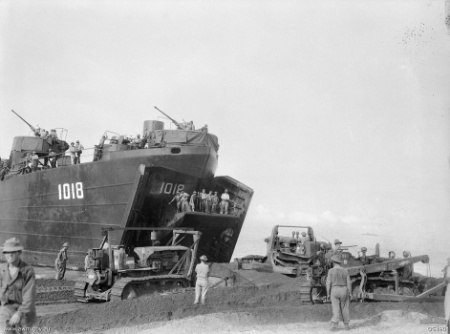
Unità da costruzione australiane prendono terra a Mindoro da un Landing Ship Tank statunitense

Ancora prima che la flotta statunitense lasciasse gli ancoraggi per dirigere all'invasione di Leyte, MacArthur aveva affidato l'incarico di pianificare la successiva operazione anfibia a Mindoro al generale Walter Krueger, comandante della Sixth United States Army responsabile delle operazioni di terra nelle Filippine; buona parte della stesura dei piani operativi per la campagna di Mindoro venne effettuata a bordo delle navi in rotta per le spiagge di Leyte. Krueger affidò l'operazione ad una formazione ad hoc, la Western Visayan Task Force, sotto il comando del generale di brigata William C. Dunckel; il principale elemento combattente delle forze di Dunckel era rappresentato da due regimental combat team o RCT tratti dal 19th Infantry Regiment della 24th Infantry Division e dal 503rd Parachute Infantry Regiment, un'unità di paracadutisti: il primo sarebbe sceso dai mezzi da sbarco nella baia di Mangarin, mentre il secondo si sarebbe lanciato dagli aerei sulle pianure attorno a San Jose. I reparti combattenti sarebbero stati sostenuti da un notevole apparato di unità di supporto, comprendente un gruppo di artiglieria antiaerea e un reggimento di genieri; circa 1 200 soldati dei reparti dislocati a Leyte furono distaccati con la forza d'invasione di Mindoro per fungere da manovali nello scarico dei rifornimenti, onde velocizzare le operazioni di sbarco e ridurre il tempo passato allo scoperto delle navi statunitensi. Alla forza da sbarco avrebbe quindi fatto seguito un vasto contingente di unità da costruzioni, pari a quattro battaglioni statunitensi e uno squadrone australiano, incaricato di allestire i campi di volo, oltre a personale di supporto vario delle forze aeree; in totale, le forze di Dunckel comprendevano 12 000 truppe da combattimento, 6 000 membri del personale di supporto e 9 500 uomini dei reparti di terra dell'aviazione.
La data per l'avvio dello sbarco a Mindoro (U-Day) fu inizialmente fissata al 5 dicembre 1944, con quella per il successivo sbarco nel golfo di Lingayen fissata al 20 dicembre successivo; la scadenza si rivelò tuttavia impossibile da rispettare, visto che i combattimenti per la messa in sicurezza di Leyte si prolungarono più del previsto e con essi l'allestimento dei campi di volo da cui supportare lo sbarco a Mindoro. La data per lo sbarco a Mindoro fu quindi posticipata di dieci giorni, facendo slittare di conseguenza anche la data dello sbarco a Lingayen; nel frattempo, furono apportati alcuni cambiamenti al piano. L'affollamento dei campi di volo impedì di schierare a Leyte gli aerei da trasporto destinati ai paracadutisti, e pertanto si decise che il 503rd RCT sarebbe sceso a terra dal mare congiuntamente ai fanti del 19th RCT. Alla forza d'invasione fu poi aggiunto un battaglione del 21st Infantry Regiment della 24th Division, incaricato di condurre subito dopo gli sbarchi a San Jose un'ulteriore operazione anfibia a Marinduque, una piccola isola posta a est di Mindoro e a sud di Luzon: la mossa era una finta, volta a far credere ai giapponesi che il prossimo sbarco statunitense sarebbe stato sulla costa meridionale di Luzon, sviando quindi la loro attenzione dall'operazione principale a Lingayen.

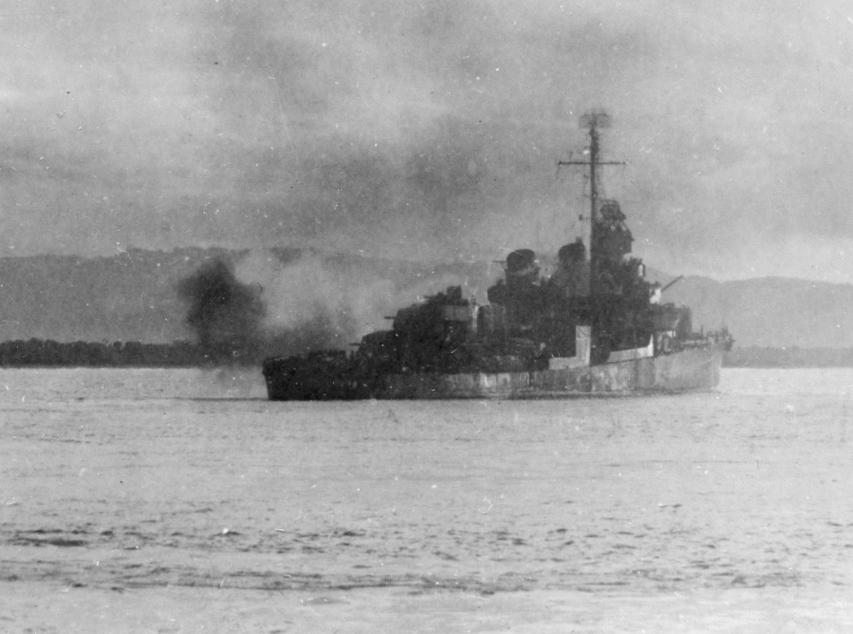
Il cacciatorpediniere impegna il suo armamento principale durante il bombardamento pre-sbarco su Mindoro del 15 dicembre

La Seventh Fleet dell'ammiraglio Thomas Kinkaid distaccò un considerevole numero di unità navali in appoggio all'operazione a Mindoro. La forza da sbarco sarebbe stata trasportata e portata a terra dal Task Group 78.3 o Mindoro Attack Group del contrammiraglio Arthur Dewey Struble, comprendente otto navi da trasporto veloci, trenta Landing Ship Tank, dodici Landing Ship Medium, trentuno Landing Craft Infantry e diciassette dragamine, scortati dall'incrociatore leggero USS Nashville (nave ammiraglia di Struble) e da dodici cacciatorpediniere; le unità di costruzioni seguivano in un secondo convoglio, composto da sette navi da trasporto e due Landing Craft Tank scortati da cinque cacciatorpediniere. Supporto di fuoco e scorta ravvicinata sarebbero stati forniti dal Task Group 77.3 o Mindoro Close Covering Group del contrammiraglio Russell S. Berkey, forte di un incrociatore pesante, due incrociatori leggeri e sette cacciatorpediniere, oltre che da un gruppo di ventitré motosiluranti; in appoggio a distanza si trovava invece il Task Group 77.12 o Mindoro Heavy Covering and Carrier Group del contrammiraglio Theodore Davis Ruddock Jr., forte di tre navi da battaglia, tre incrociatori leggeri, sei portaerei di scorta e diciotto cacciatorpediniere. I gruppi di portaerei della United States Third Fleet dell'ammiraglio William Halsey, in navigazione a est di Luzon, avrebbero appoggiato indirettamente l'operazione compiendo attacchi aerei di copertura contro i campi di volo giapponesi nelle Filippine; ulteriore supporto aereo sarebbe poi giunto dai velivoli della Fifth Air Force schierati a Leyte e dai bombardieri a lungo raggio della Seventh Air Force di base nelle isole Marianne.

### Giapponesi
Il generale Tomoyuki Yamashita disponeva di 430 000 soldati giapponesi per difendere l'intera estensione delle Filippine, ma Mindoro era una delle isole meno presidiate dell'arcipelago. Il comando giapponese non si aspettava un attacco così in profondità, ritenendo che la prossima mossa offensiva degli statunitensi si sarebbe abbattuta piuttosto su isole più vicine a Leyte come Negros o Panay; i giapponesi inoltre, abitualmente privi di equipaggiamenti pesanti per la lavorazione del terreno, ritenevano le aree pianeggianti di Mindoro come troppo difficili da lavorare per costruirvi grandi basi aeree militari, e questo ai loro occhi rendeva l'isola come poco appetibile per un'occupazione da parte degli statunitensi. Al momento dell'attacco statunitense la guarnigione di Mindoro ammontava quindi a circa 1 000 truppe da combattimento dell'Esercito imperiale giapponese, dipendenti dal comando dell'8ª Divisione fanteria del tenente generale Shizuo Yokoyama dislocata su Luzon, di cui solo 200 circa erano schierati nei dintorni di San Jose; subito dopo gli sbarchi l'8ª Divisione spedì da Luzon nel nord di Mindoro un'unità di rinforzo di appena 110 uomini, ma per il resto non vennero fatti altri tentativi di rinforzare la guarnigione. Su Mindoro erano inoltre presenti un gruppo di genieri, distaccamenti dei servizi di retrovia e due unità di personale di terra dell'Aviazione della Marina che mantenevano alcune piccole piste di atterraggio d'emergenza allestite attorno a San Jose, oltre a circa 200 sopravvissuti di navi colate a picco mentre dirigevano su Leyte cariche di rinforzi: in generale, si trattava di militari dal valore bellico modesto se non nullo.
Dopo la sconfitta nella battaglia del golfo di Leyte la Marina imperiale giapponese aveva ritirato le sue restanti forze da combattimento di superficie dalle acque delle Filippine, lasciando disponibile per operazioni nell'arcipelago solo un modesto gruppo navale dislocato nella baia di Cam Ranh in Indocina; un pericolo ben maggiore per le forze statunitensi veniva invece dalle unità aeree giapponesi, in particolare dopo l'adozione delle tattiche di attacco kamikaze già sperimentate durante le operazioni a Leyte: la 4ª Armata aerea del Servizio aeronautico dell'Esercito, agli ordini del tenente generale Kiyoji Tominaga, schierava circa 100 apparecchi nelle basi di Luzon, a cui si aggiungevano i 170 velivoli della 2ª Flotta aerea della Marina agli ordini del viceammiraglio Shigeru Fukudome.

## La battaglia

### L'avvicinamento all'isola

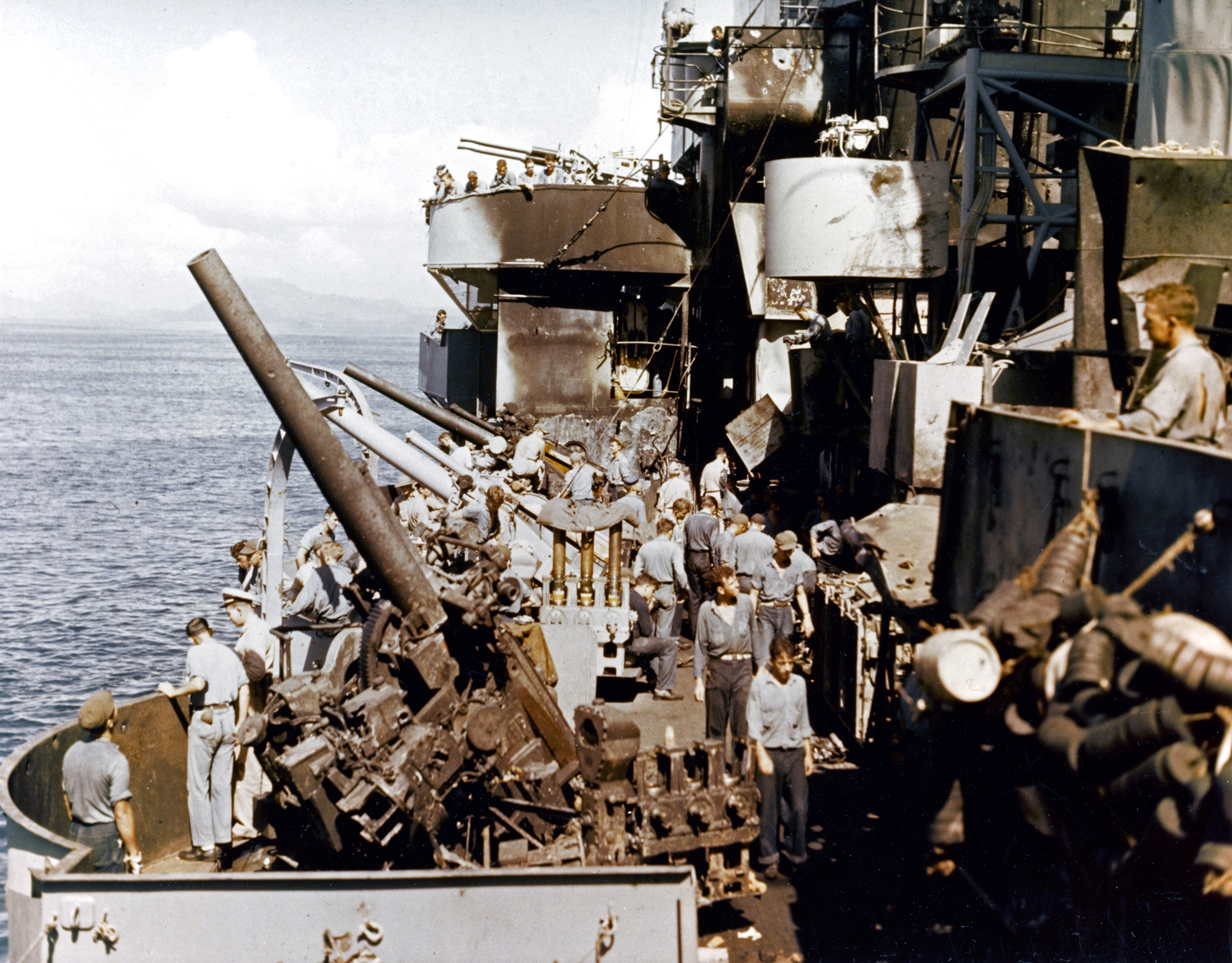
Il ponte dell'incrociatore Nashville dopo l'impatto del kamikaze del 13 dicembre 1944

Le operazioni per la presa di Mindoro presero avvio l'11 dicembre 1944, quando le portaerei della Third Fleet di Halsey lasciarono la base avanzata di Ulithi per andare a posizionarsi a oriente di Luzon e colpire sistematicamente le basi aeree giapponesi sull'isola a partire dal 14 dicembre successivo. La Western Visayan Task Force prese invece il mare da Leyte il 12 dicembre, dirigendo a sud per imboccare nella notte tra il 12 e il 13 dicembre lo stretto di Surigao entrando quindi nel Mar di Bohol. Velivoli da ricognizione giapponesi avvistarono la forza anfibia intorno alle 09:00 del 13 dicembre mentre era in navigazione a nord di Mindanao, ma il comando nipponico tardò ad attuare una reazione visto che non vi era certezza su quale fosse la destinazione delle navi statunitensi; solo verso mezzogiorno una formazione di dieci velivoli giapponesi, tre dei quali apparecchi kamikaze, decollò dalle basi di Cebu per andare ad attaccare il nemico.
Volando bassi sull'acqua e sfuggendo alla rilevazione radar per via delle interferenze generate dalla massa delle isole vicine, i velivoli giapponesi arrivarono sopra il Mindoro Attack Group di Struble intorno alle 15:00 mentre questo si apprestava a doppiare la punta meridionale di Negros. Nonostante la presenza di una pattuglia aerea di 47 caccia statunitensi di copertura e a dispetto del violento fuoco antiaereo subito aperto dalle navi, un bombardiere in picchiata Aichi D3A "Val" giapponese bucò la difesa nemica e si schiantò sulle sovrastrutture dell'incrociatore Nashville: la detonazione delle bombe trasportate dal kamikaze e delle munizioni antiaeree ammassate sul ponte dell'incrociatore causò gravi danni all'unità oltre a provocare 133 morti e 190 feriti tra il personale imbarcato, inclusa buona parte dello stato maggiore della forza da sbarco. Il contrammiraglio Struble e il generale Dunckel (quest'ultimo leggermente ferito da schegge) dovettero trasferire il loro comando sul cacciatorpediniere USS Dashiell, e il danneggiato Nashville si ritirò lentamente verso est con la scorta di un cacciatorpediniere per rientrare a Leyte.
Intorno alle 17:00 una seconda formazione giapponese, composta da sette kamikaze scortati da tre caccia, diresse invece all'attacco della Heavy Covering and Carrier Group del contrammiraglio Ruddock, intenta a scortare a distanza il gruppo da sbarco di Struble: tre kamikaze riuscirono a superare lo schermo di copertura dei caccia statunitensi e il fuoco dell'antiaerea, e uno di essi centrò in pieno il cacciatorpediniere USS Haraden che accusò gravi danni oltre a 15 morti e 25 feriti tra l'equipaggio; la nave dovette separarsi dal gruppo e rientrare verso Leyte per le riparazioni. Un terzo attacco aereo fu tentato nel tardo pomeriggio contro le navi da trasporto del convoglio delle truppe da costruzione, ma questa volta nessuna unità statunitense venne colpita. Il comando giapponese preparò per la giornata del 14 dicembre una nuova campagna di attacchi massicci, ammassando 186 apparecchi da lanciare contro le navi statunitensi. Nessun attacco tuttavia si abbatté questa volta sulle navi dirette a Mindoro: i giapponesi concentrarono le loro ricerche nelle acque a sud di Negros e Panay, i supposti bersagli dell'attacco nemico, ma le navi della forza da sbarco avevano ormai superato Negros ed erano entrate nel Mare di Sulu per poi piegare a nord verso il loro obiettivo. I giapponesi furono inoltre distratti dai movimenti navali statunitensi a est di Leyte, mentre gli attacchi della Third Fleet agli aeroporti di Luzon impedirono o contrastarono il decollo di diversi apparecchi: almeno 46 aerei giapponesi furono abbattuti nel corso del 14 dicembre senza che nessuna nave statunitense venisse anche solo attaccata.

### Lo sbarco

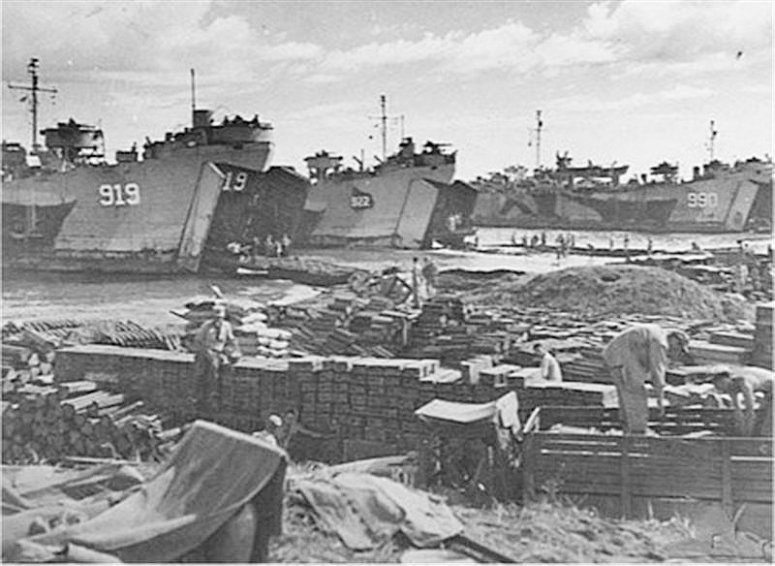
Landing Ship Tank statunitensi ammassati sulle spiagge di Mindoro il 15 dicembre 1944

Dopo che i dragamine ebbero verificato l'assenza di campi minati davanti alle coste di Mindoro, la mattina del 15 dicembre il Mindoro Attack Group diede il via agli sbarchi anfibi nella baia di Mangarin. Preceduti da un breve bombardamento da parte delle navi al largo, il 19th RCT e il 503rd RCT scesero a terra dai mezzi da sbarco, muovendo poi in direzione dell'abitato di San Jose; la resistenza delle poche truppe giapponesi in zona fu in pratica inesistente, e nel giro di poche ore gli statunitensi si erano assicurati un perimetro difensivo attorno a San Jose senza aver subito alcuna perdita: osservatori presenti all'azione paragonarono lo sbarco a nulla di più di un'esercitazione. I reparti da combattimento furono seguiti dai genieri, i quali si misero subito all'opera per allestire le progettate basi aeree.
La reazione giapponese agli sbarchi si concretizzò in nuovi attacchi dall'aria. Intorno alle 08:00 da Luzon si alzarono 25 apparecchi nipponici, seguiti da altri 12 o 15 apparecchi che presero il volo dalla base di Davao su Mindanao; circa metà della formazione giapponese era composta di kamikaze, il resto da caccia di scorta. Gli apparecchi decollati da Luzon incapparono subito nelle pattuglie di caccia che la Third Fleet manteneva costantemente in volo sopra l'isola, e ben pochi di essi riuscirono effettivamente a raggiungere la zona di Mindoro; sopra la forza da sbarco gli aerei giapponesi trovarono poi formazioni di caccia a lungo raggio P-38 Lightning provenienti da Leyte, oltre agli apparecchi decollati dalle portaerei di scorta del gruppo d'appoggio a distanza del contrammiraglio Ruddock. Metà della formazione giapponese tentò un attacco alle portaerei del gruppo di Ruddock, ma tutti gli apparecchi furono abbattuti riuscendo solo a causare qualche danno superficiale alla portaerei USS Marcus Island e al cacciatorpediniere USS Howorth, sfiorati da kamikaze schiantatisi nelle vicinanze. Più successo ebbero gli attacchi contro le unità della forza da sbarco: due Landing Ship Tank, la LST-472 e la LST-738, furono colpite ciascuna da un kamikaze, cadendo vittima di vasti incendi che ne provocarono infine l'affondamento quel pomeriggio; l'esplosione delle munizioni e del carburante imbarcati sulla LST-738 investì in pieno il cacciatorpediniere USS Moale, avvicinatosi per prestare soccorso ai naufraghi, il quale subì vari danni. In totale, gli attacchi aerei giapponesi del 15 dicembre causarono sette morti e 20 feriti tra gli equipaggi delle navi statunitensi.
Le operazioni di sbarco delle truppe e dei rifornimenti furono completate entro sera, e il Mindoro Attack Group di Struble si sganciò alle 19:00 per iniziare il rientro a Leyte, lasciando la copertura dal mare della testa di ponte agli incrociatori del Close Covering Group del contrammiraglio Berkey; secondo i piani anche le portaerei del gruppo del contrammiraglio Ruddock avrebbero dovuto ritirarsi una volta completati gli sbarchi, ma il peggioramento delle condizioni meteo su Leyte spinse il comando statunitense a lasciarle in posizione al largo di Mindoro per continuare a garantire la copertura aerea alla testa di ponte. Le unità navali si ritirarono solo dopo l'avvio delle operazioni dai campi di volo allestiti sulla stessa Mindoro.

### La battaglia per la testa di ponte

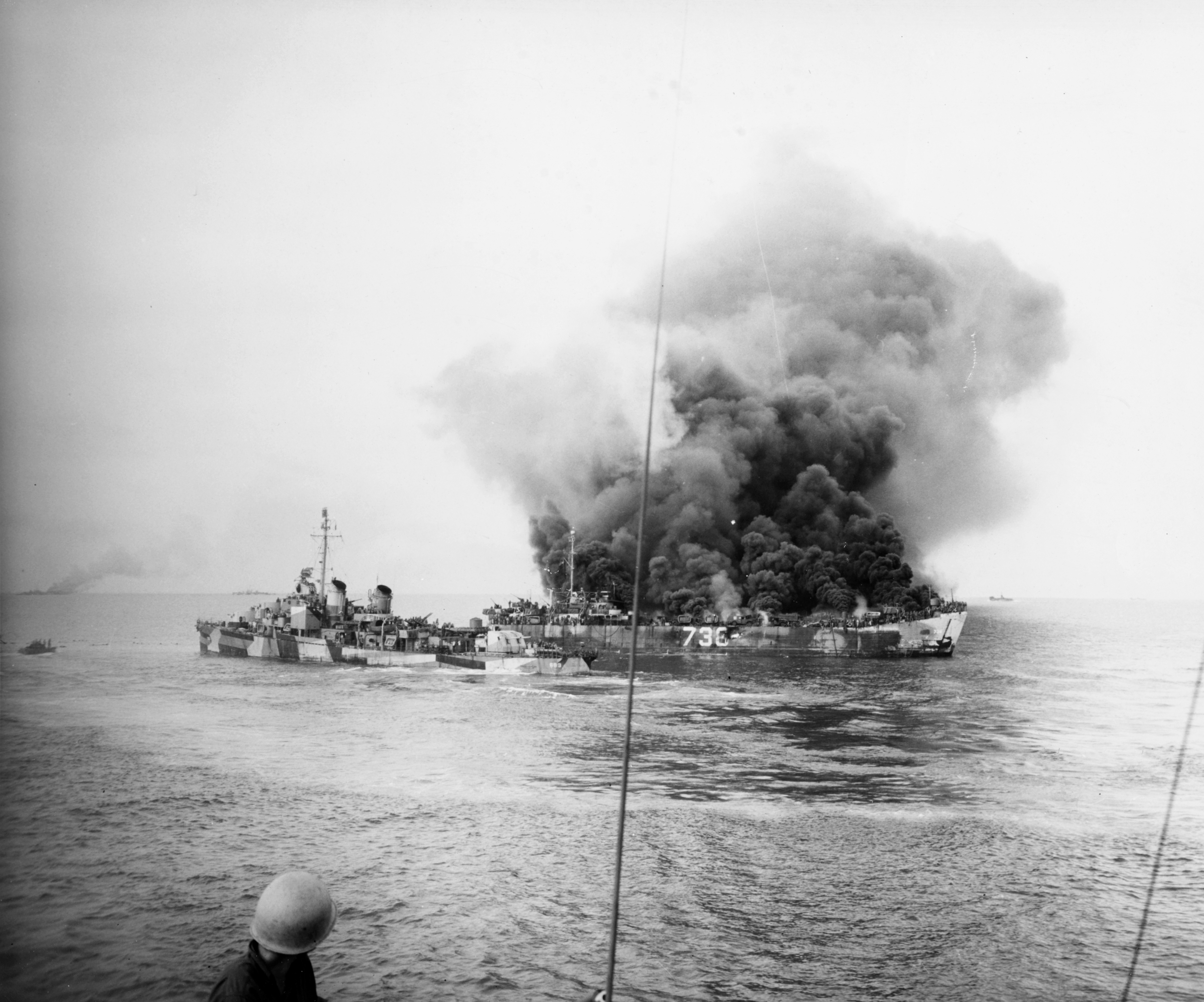
La LST-738 in fiamme dopo essere stata centrata da un kamikaze il giorno degli sbarchi a Mindoro; il cacciatorpediniere Moale (sulla sinistra) sarà poi investito dall'esplosione della nave da sbarco

Il consolidamento della testa di ponte procedette senza intoppi per le forze alleate, e gli scontri a terra si limitarono solo ad azioni di pattugliamento lungo il perimetro e a poche scaramucce contro i dispersi membri della guarnigione giapponese. L'allestimento delle basi aeree su Mindoro procedette speditamente: lo sviluppo delle piccole piste di volo nipponiche di San Jose si rivelò come non fattibile, e i genieri avviarono quindi la costruzione dal nulla di un nuovo aeroporto (Hill Drome) tre chilometri a sud di San Jose; quest'ultimo fu in grado di iniziare le operazioni di volo a partire dal 20 dicembre, andando a ospitare reparti di caccia della Fifth Air Force trasferiti da Leyte. I genieri avevano nel frattempo dato il via ai lavori per una seconda, più ampia, pista di volo (Ellmore Field) collocata a circa due chilometri a nord-est di Hill Drome: la pista divenne parzialmente operativa a partire dal 23 dicembre e poi in maniera continuativa a partire dal 28 dicembre, una settimana prima di quanto previsto.
Se da terra i giapponesi non potevano fare nulla per ostacolare l'operatività della testa di ponte statunitense su Mindoro, le forze aeree nipponiche mantennero una pressione quasi costante sulle navi al largo, in particolare sui convogli di rifornimenti che periodicamente facevano rotta per l'isola. Il 16 dicembre un convoglio diretto a Mindoro cadde sotto l'attacco di una formazione di kamikaze: una piccola petroliera venne colpita e affondata e un cacciatorpediniere subì alcuni danni. Azioni più gravi furono prevenute solo dai continui attacchi statunitensi sugli aeroporti di Luzon a opera dei velivoli della Third Fleet e di quelli base a terra: nel periodo compreso tra il 1º e il 16 dicembre 1944, le forze statunitensi nelle Filippine rivendicarono la distruzione al suolo o in volo di 450 apparecchi giapponesi, oltre a colare a picco nelle acque intorno a Luzon 33 vascelli nipponici di ogni taglia. Halsey sospese le operazioni di volo al termine del 16 dicembre, e la Third Fleet si ritirò in mare aperto a est per rifornirsi dalle navi appoggio in vista di una nuova serie di incursioni da attuarsi a partire dal 19 dicembre. I timori di MacArthur circa il pericolo rappresentato dalla stagione dei tifoni nel Pacifico occidentale divennero concreti il 17 dicembre, quando uno scaglione della Third Fleet venne colpito in pieno dal Tifone Cobra nel Mare delle Filippine, 480 chilometri a est di Luzon: tre cacciatorpediniere statunitensi furono rovesciati e affondati dalla violenza del mare, che inflisse danni anche ad altre 28 unità di cui nove dovettero rimanere per settimane fuori servizio per le riparazioni; circa 200 velivoli andarono perduti dopo essere caduti in mare dai ponti delle portaerei, perdita ben più superiore a quella dei velivoli abbattuti in combattimento nei giorni precedenti su Luzon (27 apparecchi). Il tifone causò la morte di 790 marinai statunitensi, e lasciò la Third Fleet così malconcia che Halsey cancellò la campagna di raid del 19 dicembre e fece rotta per Ulithi, onde riorganizzarsi e rifornirsi in vista degli sbarchi nel golfo di Lingayen.

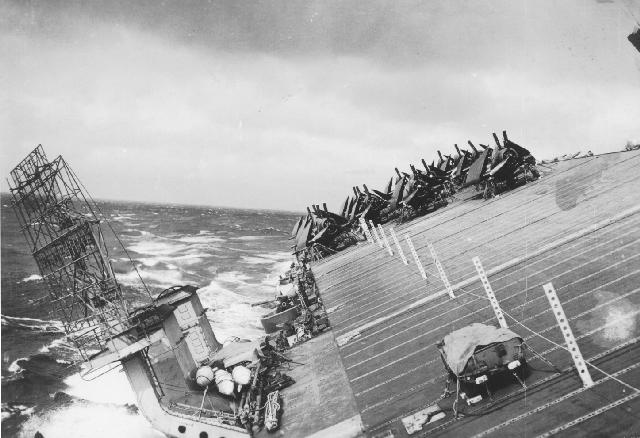
Il ponte della portaerei della Third Fleet sballottato dal mare in tempesta durante il tifone Cobra

Dopo aver ricevuto velivoli in rinforzo da Formosa, i giapponesi ripresero gli attacchi attorno a Mindoro a partire dal 20 dicembre: quel giorno una formazione di 29 apparecchi lanciò un attacco convenzionale contro la base di Hill Dome a Mindoro, e nella battaglia aerea che ne seguì i giapponesi abbatterono tre caccia statunitensi al prezzo però di undici dei loro aerei. Il 21 dicembre, invece, una formazione composta da una trentina tra velivoli convenzionali e kamikaze mosse all'attacco di un convoglio in avvicinamento a Mindoro: le Landing Ship Tank LST-460 e LST-749 furono colpite in pieno e affondate da velivoli suicidi, mentre danni minori furono inflitti alla nave da trasporto tipo Liberty Juan de Fuca e a due cacciatorpediniere; più di 100 tra marinai e soldati statunitensi rimasero uccisi o feriti nel raid, mentre i giapponesi persero dieci aerei.
Per contrastare le operazioni statunitensi a Mindoro la Marina giapponese decise di impegnare quanto restava delle sue forze navali e, alle 13:00 del 24 dicembre, il contrammiraglio Masatomi Kimura sortì da Cam Rahn al comando di una formazione comprendente l'incrociatore pesante Ashigara, l'incrociatore leggero Oyodo e sei cacciatorpediniere, diretto a bombardare la testa di ponte e attaccare qualunque nave nemica sorpresa al largo dell'isola; la portaerei Unryu avrebbe dovuto unirsi alla formazione, ma fu affondata il 19 dicembre al largo delle coste cinesi dal sommergibile USS Redfish mentre era in rotta verso sud. La forza di Kimura fu avvistata il giorno dopo dai sommergibili statunitensi di pattuglia nel Mar Cinese Meridionale, ma i ricognitori aerei ebbero difficoltà a seguirne i movimenti a causa delle pessime condizioni meteo. Solo la sera del 26 dicembre i velivoli statunitensi acquisirono con certezza la posizione delle navi di Kimura, ormai arrivate in vista di Mindoro, e la Fifth Air Force fece decollare ogni apparecchio disponibile per attaccare i giapponesi: bombardieri statunitensi colpirono in pieno il cacciatorpediniere Kiyoshimo, poi colato a picco da una motosilurante, e danneggiarono più o meno gravemente altre unità giapponesi, ma le navi di Kimura riuscirono comunque a portarsi davanti a Mindoro intorno alle 23:00 del 26 dicembre e a condurre un bombardamento notturno della testa di ponte per una quarantina di minuti, prima di sganciarsi e ritirarsi. Una forza di incrociatori statunitensi salpò da Leyte nel tentativo di dare battaglia, ma Kimura ripiegò verso ovest a gran velocità rientrando a Cam Rahn il 29 dicembre senza subire altre perdite; gli aeroporti e le strutture a terra subirono ben pochi danni nel raid, ma un cargo Liberty e una motosilurante statunitensi furono affondati davanti alla costa e 26 aerei andarono perduti, principalmente per via di atterraggi d'emergenza nel buio della notte.

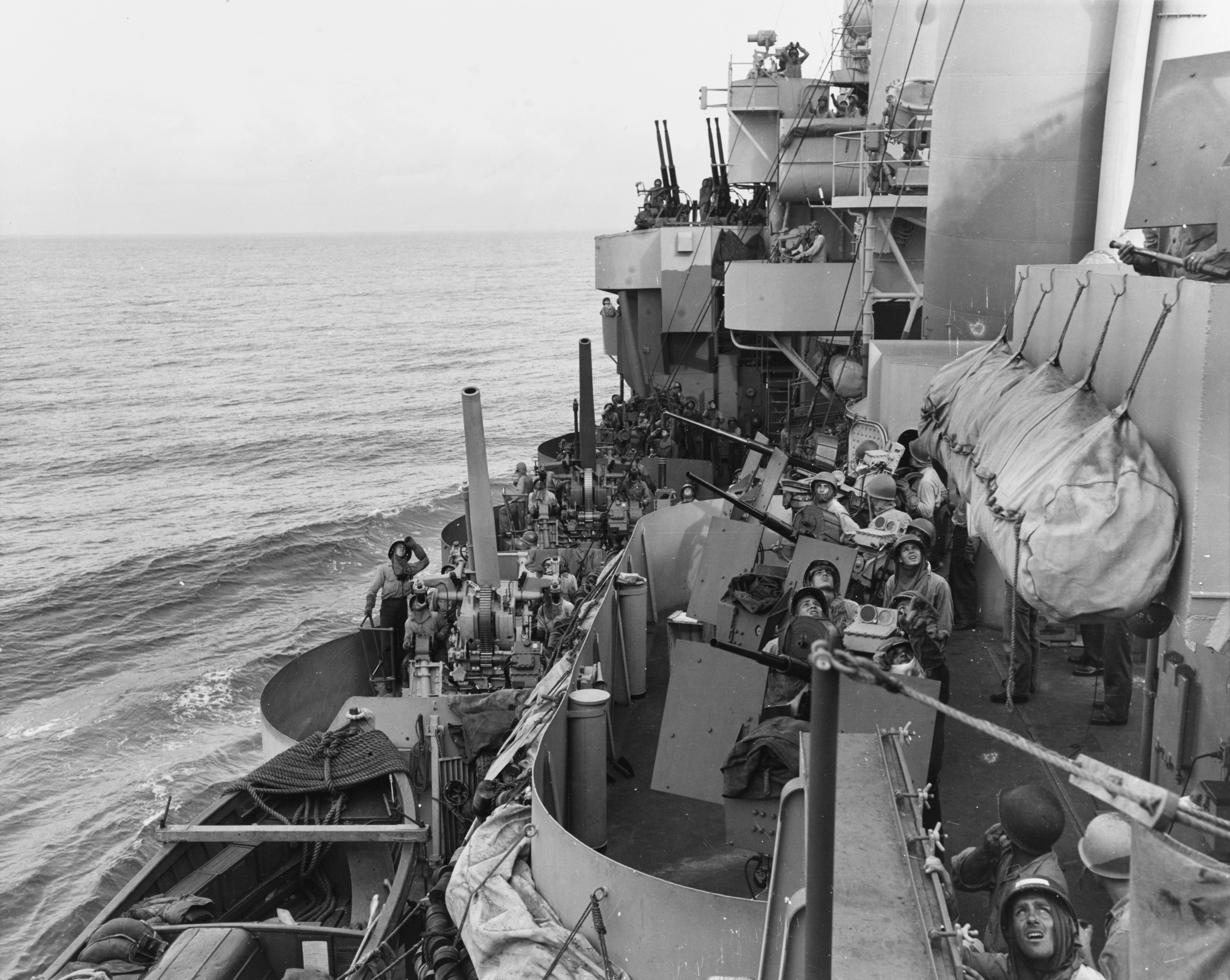
I cannonieri dell'incrociatore scrutano preoccupati il cielo alla ricerca di velivoli giapponesi mentre la nave si trova a operare al largo di Mindoro

Quello di Kimura fu l'ultimo tentativo della Marina imperiale di interferire con le sue forze di superficie nelle operazioni statunitensi nelle Filippine, e gli attacchi successivi furono portati facendo uso delle sole forze aeree. Un grosso convoglio di rifornimento statunitense fu sottoposto, a partire dal 28 dicembre, a una serie di attacchi giapponesi durante tutto il suo tragitto da Leyte a Mindoro: la sera del 28 dicembre sei kamikaze attaccarono il convoglio schiantandosi contro le Liberty William Sharon e John Burke; quest'ultima, carica di munizioni, si disintegrò in una tremenda esplosione, mentre la William Sharon riuscì a invertire la rotta e a rientrare faticosamente a Leyte. Un altro attacco di kamikaze il 28 dicembre portò all'affondamento della Landing Ship Tank LST-750, ma il 29 dicembre le pattuglie aeree statunitensi riuscirono per tutto il giorno a tenere lontani dal convoglio gli apparecchi nipponici. Ormai giunto davanti Mindoro, il convoglio subì ripetuti attacchi la sera del 30 dicembre: kamikaze si schiantarono sulla nave appoggio USS Orestes e sui cacciatorpediniere USS Gansevoort e USS Pringle, finiti danneggiati, mentre la petroliera USS Porcupine, centrata in pieno da un velivolo suicida, bruciò per diverse ore prima di affondare; bombardieri giapponesi affondarono anche, in un attacco convenzionale, il cargo Liberty Hobart Baker.
Gli attacchi giapponesi ai convogli diretti a Mindoro proseguirono costantemente per tutto il periodo compreso tra il 31 dicembre e il 4 gennaio; dopo quella data, con l'avvio delle operazioni statunitensi a Lingayen, tutta l'attenzione dei giapponesi fu diretta verso questa nuova minaccia e le azioni al largo di Mindoro si ridussero a zero. Tra il 28 dicembre e il 4 gennaio le forze aeree giapponesi riuscirono a colare a picco tre cargo Liberty, una petroliera, due Landing Ship Tank e due Landing Craft Medium, mentre altre tre Liberty rimasero così danneggiate da dover essere incagliate sulla costa per prevenirne l'affondamento; varie altre unità subirono danni più leggeri, mentre ventidue aerei statunitensi furono distrutti al suolo in un'incursione dei giapponesi sui campi di volo di Mindoro nella notte tra il 2 e il 3 gennaio. Gli attacchi ai convogli riuscirono effettivamente a ostacolare l'operatività delle basi aeree statunitensi, ma si rivelarono parimenti molto costosi per gli stessi giapponesi: tra il 28 dicembre e il 4 gennaio, non meno di 50 velivoli nipponici andarono perduti nella zona di Mindoro.

### Operazioni finali

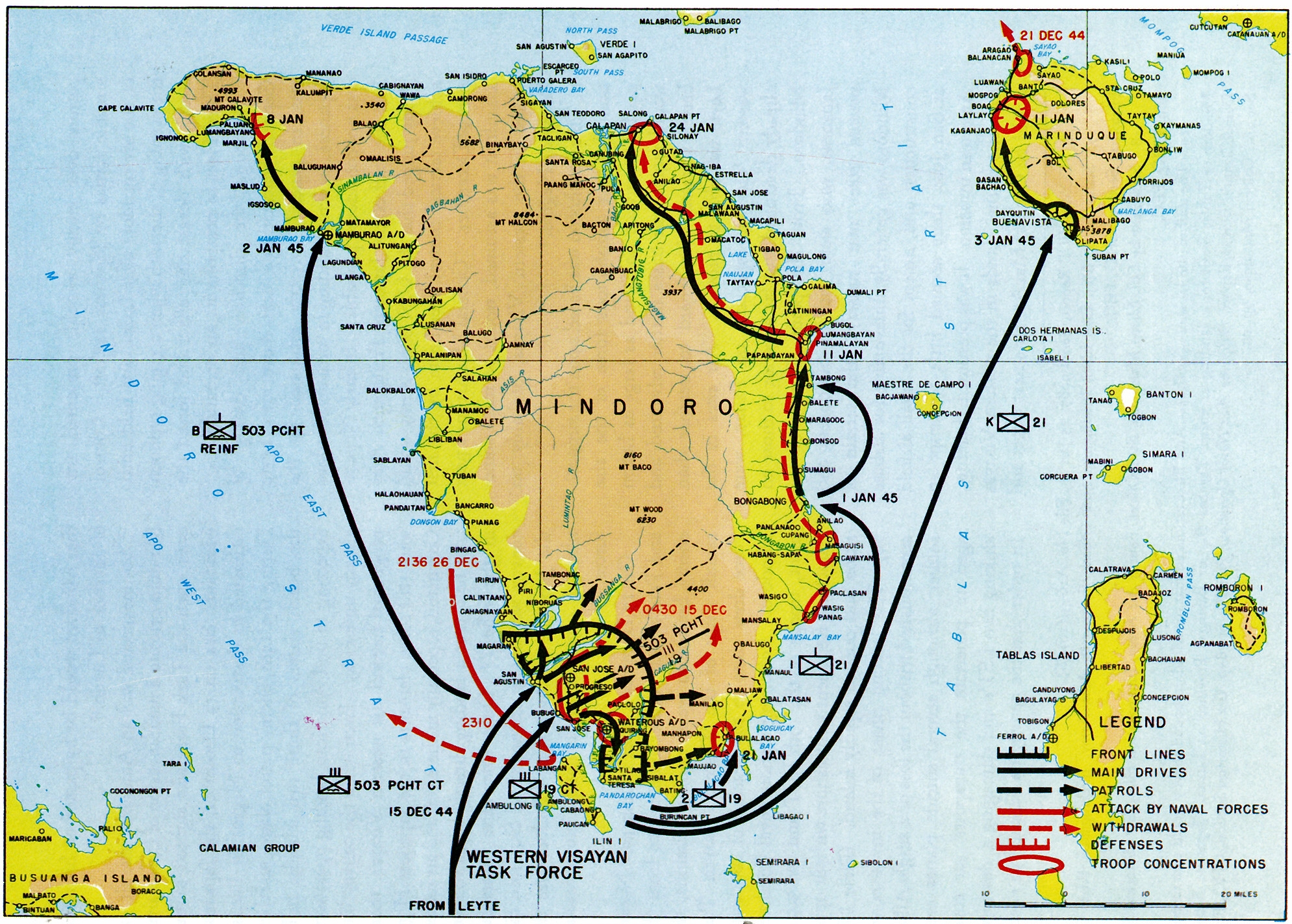
Carta di Mindoro con indicati i movimenti delle opposte forze: in nero le forze alleate, in rosso quelle giapponesi

Mentre proseguivano gli scontri in cielo e in mare, a terra su Mindoro le forze statunitensi iniziarono, a partire dal 19 dicembre, a inviare distaccamenti fuori dal perimetro della testa di ponte per ispezionare le zone costiere del sud, ovest e nord-ovest dell'isola alla ricerca dei resti della guarnigione giapponese; queste operazioni portarono all'uccisione di circa 170 giapponesi e alla cattura di 15 prigionieri. Gli statunitensi ispezionarono anche le spiagge dove era più probabile che i giapponesi potessero sbarcare, oltre a stabilire stazioni radar e posti di vedetta sulle piccole isole a sud di Mindoro; i partigiani della Resistenza filippina attivi su Mindoro diedero un grosso contributo allo sforzo degli Alleati, fornendo guide ai reparti statunitensi e contribuendo al rastrellamento degli sbandati della guarnigione giapponese in lungo e in largo per l'isola. Poco prima del raid navale nipponico del 26 dicembre, il generale Krueger aumentò la consistenza del contingente alleato su Mindoro inviando sull'isola l'intero 21st Infantry Regiment statunitense, temendo contrattacchi dalla vicina Luzon che in realtà non si verificarono mai.
Il 1º gennaio 1945 la direzione strategica delle operazioni su Mindoro passò dalla Sixth Army di Krueger all'Eighth United States Army del generale Robert L. Eichelberger; sull'isola, il maggior generale Roscoe B. Woodruff subentrò a Dunckel nel comando della Western Visayan Task Force. L'obbiettivo principale della presa di Mindoro era la realizzazione delle basi aree d'appoggio per il successivo sbarco su Luzon, ma l'azione rivestiva anche una certa importanza per sviare l'attenzione giapponese dal golfo di Lingayen e farla concentrare inutilmente sul sud di Luzon; in questo contesto venne quindi fatto rientrare anche il completamento della liberazione di Mindoro stessa. Il 1º gennaio 1945 una compagnia del 21st Regiment partita su mezzi anfibi dalla testa di ponte sbarcò a Bongabong lungo la costa orientale di Mindoro, mentre il giorno successivo una compagnia del 503rd RCT venne portata via mare a Mamburao vicino alla punta nord-occidentale di Mindoro; il 3 gennaio, infine, una compagnia del 21st Regiment sbarcò incontrastata a Buenavista lungo la costa meridionale dell'isola di Marinduque, a nord-est di Mindoro: l'isola era stata per buona parte già liberata dai partigiani filippini, e l'ultima sacca di resistenza giapponese sulla punta settentrionale fu eliminata entro l'11 gennaio successivo. Nel mentre, il 503rd RCT aveva completato per l'8 gennaio la messa in sicurezza del nord di Mindoro, con il 21st Regiment invece che muoveva dalla testa di ponte di Bongabong per eliminare le ultime sacche di resistenza giapponesi lungo la costa nord-orientale con l'assistenza dei partigiani filippini; Calapan, principale centro abitato del nord-est di Mindoro, fu liberato entro il 24 gennaio al termine di una campagna costata 135 morti alle forze giapponesi e solo un morto e sette feriti a quelle statunitensi. Per la fine di gennaio le principali operazioni di combattimento a Mindoro erano ormai cessate: circa 300 superstiti della guarnigione giapponese fuggirono nell'interno montuoso dell'isola, limitandosi a cercare di sopravvivere fino alla conclusione delle ostilità.

## Conclusione
La campagna per la liberazione di Mindoro costò alle forze statunitensi, dalle operazioni pre-sbarco fino agli ultimi rastrellamenti della fine di gennaio 1945, la perdita di 475 morti e 385 feriti in azione, tanto a terra quanto nelle navi colpite dagli attacchi aerei giapponesi; l'impiego delle tattiche kamikaze a opera dei giapponesi era responsabile di gran parte di queste perdite, ma fu parimenti molto costoso per gli stessi nipponici: calcoli effettuati nel dopoguerra stimarono in circa 200 i kamikaze sacrificati nel corso degli scontri attorno a Mindoro.
Le strutture delle basi aeree alleate su Mindoro furono notevolmente ampliate, e per il 9 gennaio, giorno dello sbarco statunitense a Lingayen, negli aeroporti dell'isola erano alloggiati tre gruppi di caccia diurni, due gruppi di bombardieri medi, due squadroni di caccia notturni, quattro squadroni da ricognizione e uno squadrone di soccorso navale; sebbene alcune delle unità non fossero a pieno organico quanto a piloti e velivoli, queste forze furono intensamente impegnate per proteggere e supportare gli sbarchi statunitensi e tutta la campagna per la liberazione di Luzon, contribuendo alla sua buona riuscita per gli Alleati. Dal 2 gennaio erano inoltre iniziati i lavori di costruzione per due nuove piste d'atterraggio in grado di ospitare i bombardieri pesanti: nessuna di queste fu pronta in tempo per supportare l'invasione anfibia di Luzon, ma i campi di volo di Mindoro furono in seguito utilizzati per condurre missioni di bombardamento a lungo raggio contro Formosa, il sud delle Filippine e il Sud-est asiatico.
La presa di Mindoro da parte degli Alleati tagliò in due lo schieramento giapponese nelle Filippine, isolando dal quartier generale nipponico su Luzon le guarnigioni rimaste nelle isole del sud e facendo del tutto cessare i tentativi di recapitare rinforzi alle ultime sacche di resistenza rimaste su Leyte. La baia di Manila si trovava ora nel pieno del raggio d'azione dell'aviazione tattica degli Alleati, e fu di conseguenza abbandonata come zona di sbarco dei rinforzi giapponesi diretti nelle Filippine e come punto di transito sicuro per i convogli mercantili che trasportavano in Giappone le preziose materie prime industriali delle Indie orientali olandesi; il possesso di campi di volo su Mindoro consentiva ora agli Alleati di far intervenire le loro forze aeree contro i convogli giapponesi in navigazione nel Mar Cinese Meridionale, convogli che furono quindi dirottati sulla più lunga rotta di cabotaggio lungo le coste indocinesi e cinesi. Mindoro stessa infine fece poi da base per le successive campagne di liberazione delle isole meridionali dell'arcipelago filippino intraprese dagli Alleati tra il marzo e l'agosto 1945.

### Annotazioni
1. ↑  "Gruppo da combattimento reggimentale", ovvero un reggimento di fanteria rinforzato da unità di supporto addizionali normalmente non facenti parte del suo organico.

### Fonti
1. 1 2 3 4  Smith, pp. 51-52.
2. 1 2 3 4 5 6 7 8 9 10 11 12 13  (EN) Mindoro, su pwencycl.kgbudge.com. URL consultato il 13 novembre 2021.
3. ↑  MacArthur Reports, pp. 242-243.
4. 1 2 3 4  (EN) Luzon 1944-1945, su history.army.mil (archiviato dall'url originale il 14 maggio 2021).
5. ↑  MacArthur Reports, pp. 243-246.
6. 1 2  MacArthur Reports, p. 246.
7. 1 2  Smith, p. 44.
8. 1 2 3  Smith, p. 45.
9. ↑  MacArthur Reports, pp. 246-247.
10. 1 2 3  MacArthur Reports, p. 250.
11. 1 2 3  Smith, p. 46.
12. ↑  MacArthur Reports, p. 247.
13. ↑  Smith, pp. 46-47.
14. 1 2 3 4  Smith, p. 47.
15. 1 2 3  MacArthur Reports, p. 251.
16. ↑  Smith, pp. 48-49.
17. ↑  Smith, p. 48.
18. ↑  Smith, p. 49.
19. ↑  Smith, pp. 49-51.
20. 1 2  Smith, p. 51.
21. ↑  Smith, pp. 52-53.
22. ↑  MacArthur Reports, pp. 251-252.
23. ↑  Smith, pp. 53-54.
24. ↑  MacArthur Reports, pp. 252-254.